# Cinderella's Gloves
Cinderella's Gloves è un cortometraggio muto del 1913. Il nome del regista non viene riportato nei credit del film che, prodotto dalla Essanay Film Manufacturing Company e distribuito dalla General Film Company, aveva come interpreti Ruth Hennessy, Eleanor Blanchard, Dolores Cassinelli.

## Trama
Rimasta orfana, Millie Wilson lascia la sua casa di campagna e parte per New York, dalla zia. Questa, a malincuore, accetta di prendersi cura della nipote che installa in cucina. Una sera, Millie viene mandata a un ballo dell'alta società vestita da Cenerentola, ma la padrona di casa la rimprovera e non la lascia entrare. Fuori, in veranda, Millie viene consolata dal marito della signora che, intenerito, le dà il denaro per comperarsi un bellissimo abito. Vestita meravigliosamente, Millie incontra alla festa il suo principe azzurro, ma a mezzanotte la fanciulla deve lasciare il ricevimento. Il suo innamorato allora si mette a cercarla dappertutto.

## Produzione
Il film fu prodotto dalla Essanay Film Manufacturing Company.

## Distribuzione
Distribuito dalla General Film Company, il film, un cortometraggio a una bobina, uscì nelle sale cinematografiche degli Stati Uniti il 12 giugno 1913.